# Красная палатка (фильм)
«Кра́сная пала́тка» (итал. La tenda rossa, англ. The Red Tent) — совместный советско-британско-итальянский цветной широкоформатный художественный фильм 1969 года. Последняя режиссёрская работа Михаила Константиновича Калатозова. Основан на реальных событиях — истории спасения итальянских аэронавтов в Арктике в 1928 году.

## Сюжет
Спустя сорок лет после крушения в Арктике дирижабля «Италия» престарелый генерал Нобиле продолжает мучиться, пытаясь найти для себя оправдание за свою не слишком блестящую роль в трагедии 1928 года: он улетел со льдины при первой же возможности, вместо того, чтобы уйти последним, как подобает командиру. В своём воображении генерал снова и снова собирает в комнате участников тех событий, чтобы потребовать от них суда над собой. Лётчики Лундборг и Чухновский, исследователи Амундсен и Самойлович, метеоролог Мальмгрен и его возлюбленная Валерия, радист Бьяджи, капитан базового судна Романья и штурман «Италии» Дзаппи становятся обвинителями, присяжными, свидетелями и адвокатами. Они заново с пристрастием рассматривают каждый шаг Нобиле от вылета экспедиции из Кингсбея до спасения оставшихся в живых советскими лётчиками и моряками. И снова каждый остаётся при своём мнении. Присяжные выносят вердикт «виновен»; Самойлович и Чухновский отказываются от роли судей; сержант Бьяджи советует генералу успокоиться и за давностью лет сменить, наконец, мундир на пижаму. Амундсен отменяет решение присяжных и произносит финальный монолог о том, что командир не имеет права на человеческие слабости, но при этом не может не оставаться живым человеком со слабостями.

## В ролях
| Актёр                                                    | Роль                             |
| -------------------------------------------------------- | -------------------------------- |
| Питер Финч                                               | Нобиле                           |
| Шон Коннери (в русских титрах — Шон Коннори)             | Амундсен                         |
| Клаудия Кардинале (в русских титрах — Клаудиа Кардинале) | Валерия                          |
| Харди Крюгер                                             | Лундборг                         |
| Эдуард Марцевич                                          | Мальмгрен                        |
| Григорий Гай                                             | Самойлович                       |
| Никита Михалков                                          | Чухновский                       |
| Луиджи Ваннукки (в русских титрах — Луиджи Вануччи)      | Дзаппи (так в русских титрах)    |
| Марио Адорф                                              | Бьяджи                           |
| Донатас Банионис                                         | Марьяно (так в русских титрах)   |
| Массимо Джиротти                                         | Романья                          |
| Юрий Соломин                                             | Трояни                           |
| Отар Коберидзе                                           | Чичони (так в русских титрах)    |
| Борис Хмельницкий                                        | Вильери                          |
| Николай Иванов                                           | Колька Шмидт                     |
| Юрий Визбор                                              | Бегоунек                         |
| Тенгиз Арчвадзе                                          | Алессандрини                     |
| Валерий Сировский                                        | Лаго                             |
| Юрий Назаров                                             | Анатолий Алексеев                |
| Александр Январёв                                        | Страубе                          |
| Владимир Смирнов                                         | Шелагин                          |
| Рейно Арен                                               | Карл Эгги                        |
| Олег Мокшанцев                                           | Пономарёв                        |
| Ираклий Хизанишвили                                      | Помелла                          |
| Андрей Вертоградов                                       | радист «Читта ди Милано»         |
| Леонид Каневский                                         | итальянский радист               |
| Николай Сморчков                                         | моряк                            |
| Станислав Хитров                                         | радист ледокола «Красин»         |
| Эрнст Романов                                            | полярник (нет в титрах)          |
| Бруно Оя                                                 | норвежский радист (нет в титрах) |
| Эве Киви                                                 | блондинка (нет в титрах)         |
| Виталий Матвеев                                          | провожающий (нет в титрах)       |
| Борис Клюев                                              | репортёр (нет в титрах)          |
| Дмитрий Миргородский                                     | Каратти (нет в титрах)           |
| Виктор Харитонов                                         | эпизод (нет в титрах)            |

## Роли дублировали
- Алексей Консовский — Питер Финч
- Юрий Яковлев — Шон Коннери
- Инна Выходцева — Клаудия Кардинале
- Георгий Жжёнов — Массимо Джиротти
- Леонид Каневский — Марио Адорф
- Анатолий Ромашин — Луиджи Вануччи
- Феликс Яворский — Харди Крюгер

## Съёмочная группа
- Авторы сценария: Роберт Болт, Энио де Кончинни, Михаил Калатозов при участии Юрия Нагибина
- Постановка: Михаил Калатозов
- Композитор: Александр Зацепин (в итальянской версии Эннио Морриконе)
- Главный оператор: Леонид Калашников
- Режиссёр: Игорь Петров
- Главный художник: Давид Виницкий

## Создание фильма
«Красная палатка» стал первым совместным с СССР фильмом, финансировавшимся западной стороной.
Первые варианты сценария написал Юрий Нагибин, но из-за разногласий с продюсером он отказался от продолжения работы. Сценарий заканчивал итальянский сценарист Эннио де Кончини при участии английского писателя Роберта Болта.
Арктические эпизоды снимали частью в Подмосковье, частью под Ленинградом на берегу Финского залива и частью — в настоящей Арктике, на Земле Франца-Иосифа, в бухте Тихая. Эпилог фильма — образование айсберга — снят у побережья Норвегии.
Для съёмок была построена наполненная гелием модель дирижабля «Италия» длиной 20 м, которую буксировали с земли и с воды на тросах. Модель несколько раз терпела аварию, натыкаясь на разные предметы при порывах ветра. Настоящий ледокол «Красин» был капитально перестроен в ГДР в 1956 году и после модернизации мало напоминал внешним обликом тот ледокол, что в 1928 году спас итальянских полярных путешественников. В качестве «Красина» в фильме снимали другой ледокол — «Сибиряков», построенный в 1926 году в Роттердаме (Голландия) и до 1945 года принадлежавший Финляндии, где он носил название «Яакарху» («Белый медведь»). «Сибиряков» имел сходную конструкцию корпуса и надстроек, однако был заметно меньше: длина 78,45 м, ширина 19,3 м, водоизмещение 4850 т — против 99,8 м, 21,64 м и 8832 т у «Красина».
Во время натурных съёмок в бухте Тихая разломилась льдина, на которой находилась декорация лагеря Нобиле. Людей срочно эвакуировали. Другую подходящую льдину отнесло ветром от берега; артистов доставили туда вертолётом, в это время резко испортилась погода, и второй рейс вертолёта, который должен был доставить операторскую группу, задержался. Артисты провели полтора часа в изоляции на льдине с «красной палаткой», из припасов имея только одну ириску, обнаруженную в кармане у Юрия Соломина.
Песню «На снегу стоит палатка, парапонци-понци-по…» (её поют аэронавты на льдине, чтобы не сойти с ума от отчаяния) сочинил Юрий Визбор на мотив очень известной в Италии и крайне неприличной песенки. Есть и второй, пародийно-фривольный вариант песенки, также авторства Визбора.
Премьера фильма состоялась в Риме 24 декабря 1969 года, а в Москве — четыре месяца спустя. Фильм демонстрировался на Западе и в СССР в разных вариантах монтажа и с разными звуковыми дорожками: в советском варианте звучит музыка Александра Зацепина, в итальянском — Эннио Морриконе. По словам Зацепина, в международную версию фильма его музыка не вошла потому, что в тот момент, когда итальянский продюсер затребовал запись музыки, она ещё не была готова (студия занималась монтажом фильма), и, подождав две недели, продюсер заявил, что он «теряет в деньгах» и вынужден утвердить версию с музыкой Морриконе. По признанию Зацепина, мелодия из этого фильма входит в число его наиболее любимых произведений.
По крайней мере семеро непосредственных участников событий и героев фильма были живы к моменту выхода фильма на экраны: У. Нобиле, штурман дирижабля А. Вильери, советский полярный лётчик Б. Г. Чухновский, штурман его экипажа А. Д. Алексеев, профессор Ф. Бегоунек, А. Мариано и Ф. Трояни. Нобиле присутствовал на премьере в Риме.
В 1972 году фильм претендовал на премию «Золотой глобус» в категории «лучший иностранный фильм на английском языке». Победа в номинации досталась британскому фильму Джона Шлезингера «Воскресенье, проклятое воскресенье».

## Несоответствие сюжета фильма действительности
- Показанные в фильме события 1928 года в основном соответствуют действительным. Некоторые подробности не отражены или изменены. Например, по фильму Нобиле получил при катастрофе гораздо более лёгкие травмы, чем в действительности; «Красин» на самом деле выходил в море ночью, без многолюдных проводов; сама «красная палатка» была в реальности намного меньше и другой формы, нежели в фильме. Вымышлены обстоятельства гибели Амундсена. В фильме он нашёл место падения оболочки дирижабля и потерпел аварию при посадке. На самом деле судьба «группы Алессандрини», которых унесло на оболочке, и обстоятельства гибели Амундсена до сих пор неизвестны. Радиоприёмник Николая Шмидта показан как солидная законченная многоламповая конструкция, в действительности это был макет на одной радиолампе, состоящий из разложенных на столе деталей, соединённых проводами.[5] Воображаемый Лундборг в фильме отмечает, что он «уже пятнадцать лет, как в могиле»; в реальности Лундборг погиб намного раньше, в 1931 году.
- Главный художественный вымысел в фильме — медсестра из Кингсбея Валерия и её отношения с Мальмгреном, Лундборгом и Амундсеном. На самом деле у Финна Мальмгрена была невеста в Швеции — Анна Норденшёльд, и вскоре после экспедиции ожидалась свадьба; как и Валерия из фильма, Анна Норденшёльд после катастрофы, как могла, пыталась активизировать поиски. Валерия обещает расплатиться собой с циничным авантюристом Лундборгом за попытку спасти Мальмгрена; но лейтенант Эйнар Лундборг, по свидетельству современников, был скромным и порядочным человеком, к тому же был женат. В фильме Валерия эмоционально уговаривает упрямого Амундсена отправиться на поиски Нобиле. В реальности в этом не было нужды, Амундсен, хоть и был в жестокой ссоре с Нобиле, но сам немедленно начал готовить собственную поисковую экспедицию.[6]
- Возраст ряда актёров существенно отличался от возраста тех, кого они сыграли: 39-летний Коннери сыграл 55-летнего Амундсена, 53-летний Финч сыграл 43-летнего (в 1928 году) и 83-летнего (сорок лет спустя) Нобиле, 41-летний Крюгер сыграл 32-летнего Лундборга, 39-летний Ваннукки сыграл 32-летнего Цаппи.

## Влияние
- Приезд Шона Коннери на съёмки «Красной палатки» в СССР обыгран в шуточной песне Владимира Высоцкого «Песня про Джеймса Бонда, агента 007».